# Kirschenwiesen von Marjoß
Kirschenwiesen von Marjoß ist ein Naturschutzgebiet auf dem Gebiet der Stadt Steinau an der Straße im Main-Kinzig-Kreis in Hessen. Das Naturschutzgebiet liegt am nordöstlichen Ortsrand des Steinauer Stadtteils Marjoß und nördlich der Landesstraße L 3197 entlang der Jossa.

## Bedeutung
Das 6,08 ha große Gebiet mit der Kennung 1435006 ist seit dem Jahr 1977 als Naturschutzgebiet ausgewiesen.